# Ophiozonella projecta
Ophiozonella projecta is een slangster uit de familie Ophiolepididae.
De wetenschappelijke naam van de soort werd in 1905 gepubliceerd door René Koehler.